# Hendrick Bradley Wright

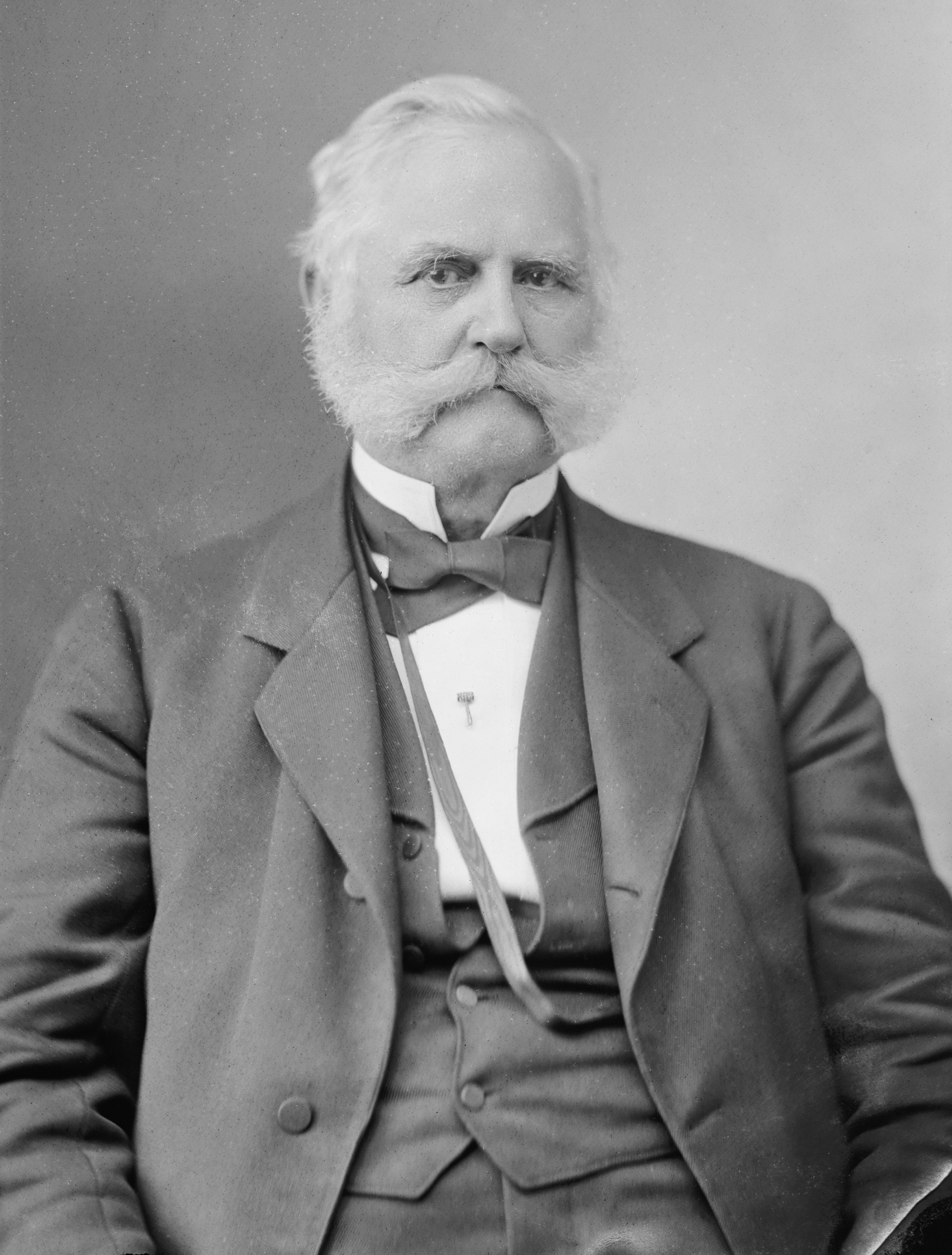
Hendrick Bradley Wright

Hendrick Bradley Wright (* 24. April 1808 in Plymouth, Luzerne County, Pennsylvania; † 2. September 1881 in Wilkes-Barre, Pennsylvania) war ein US-amerikanischer Politiker. Zwischen 1853 und 1881 vertrat er drei Mal den Bundesstaat Pennsylvania im US-Repräsentantenhaus.

## Werdegang
Hendrick Wright besuchte die Wilkes-Barre Grammar School und danach bis 1829 das  Dickinson College in Carlisle. Nach einem anschließenden Jurastudium und seiner 1831 erfolgten Zulassung als Rechtsanwalt begann er in Wilkes-Barre in diesem Beruf zu arbeiten. Im Jahr 1834 wurde er Bezirksstaatsanwalt im dortigen Luzerne County. Gleichzeitig schlug er als Mitglied der Demokratischen Partei eine politische Laufbahn ein. Zwischen 1841 und 1843 saß er als Abgeordneter im Repräsentantenhaus von Pennsylvania, dessen Speaker er im Jahr 1843 als Nachfolger von James Ross Snowden war. Zwischen 1844 und 1860 nahm er als Delegierter an allen Democratic National Conventions teil. Diese Funktion übte er auch auf den Parteitagen der Jahre 1868 und 1876 aus. 1850 kandidierte er noch erfolglos für den Kongress.
Bei den Kongresswahlen des Jahres 1852 wurde Wright dann aber im zwölften Wahlbezirk von Pennsylvania in das US-Repräsentantenhaus in Washington, D.C. gewählt, wo er am 4. März 1853 die Nachfolge von Galusha A. Grow antrat. Da er im Jahr 1854 nicht bestätigt wurde, konnte er bis zum 3. März 1855 zunächst nur eine Legislaturperiode im Kongress absolvieren. Diese war von den Ereignissen im Vorfeld des Bürgerkrieges geprägt. Nach dem Tod des Abgeordneten George W. Scranton wurde Wright erneut in den Kongress gewählt, wo er am 4. Juli 1861 sein neues Mandat antrat. Bis zum 3. März 1863 konnte er die laufende Legislaturperiode beenden.
Nach dem vorläufigen Ende seiner Zeit im US-Repräsentantenhaus praktizierte Wright wieder als Anwalt. Bei den Kongresswahlen des Jahres 1876 wurde er nochmals als Demokrat im zwölften Distrikt seines Staates in den Kongress gewählt, wo er am 4. März 1877 William Henry Stanton ablöste. Nach einer Wiederwahl als Kandidat der Greenback Party, zu der er inzwischen gewechselt war, konnte er bis zum 3. März 1881 im Parlament verbleiben. Von 1877 bis 1879 war er Vorsitzender des Handwerksausschusses. 1880 wurde er nicht wiedergewählt. Im selben Jahr strebte er erfolglos die Nominierung als Präsidentschaftskandidat der Greenbackers an. Er starb am 2. September 1881 in Wilkes-Barre, wo er auch beigesetzt wurde.